# Lullus van Mainz
Lullus, ook Lull of Lul, ook bekend als Lullus van Mainz en Lullus van Hersveld, (Wessex, ca. 710 – Hersfeld, 16 oktober 786) was een heilige van Angelsaksische afkomst, die in Duitsland predikte. Hij was de eerste reguliere aartsbisschop van Mainz en de eerste abt van de abdij van Hersfeld.

## Leven
Lullus werd rond 710 in Wessex, een van de toenmalige koninkrijken op het grondgebied van het huidige Engeland, geboren. Hij was monnik in het benedictijnenklooster Malmesbury, graafschap Wiltshire. Op bedevaart in Rome leerde hij in 737 zijn collega Bonifatius kennen. Lullus ondersteunde hem als diaken in de Germaanse missie en zette later de door Bonifatius begonnen kerkelijke herindeling in het Frankische Rijk voort.
Vanaf 738 verbleef Lullus in het klooster van Fritzlar dat in 732 door Bonifatius was gesticht. Abt van dat klooster was in die tijd de eveneens Engelse Wigbert. Lul woonde ook een tijd in het klooster van Ohrdruf (Thüringen), in 726 eveneens door Bonifatius gesticht. Rond 740 werd Lullus diaken en ergens na 747 werd hij door Bonifatius tot priester gewijd. In 752 werd hij, nog altijd onder Bonifatius, koorbisschop. Een jaar later bevestigde de Frankische koning Pepijn de Korte Lullus als bisschop van Mainz. Na de dood van Bonifatius in 754 werd hij diens opvolger en gaf aan priester Willibald de opdracht een hagiografie over Bonifatius te schrijven.
Lullus werd de eerste echte aartsbisschop van Mainz, welk aartsbisdom Austrasië besloeg, toen paus Adrianus I hem rond 781 de aartsbisschoppelijke bul verleende. Daarop vergrootte hij het nieuwe aartsbisdom Mainz aanzienlijk door de inlijving der bisdommen Büraburg (bij Fritzlar) en Erfurt. Vanaf 769 hield Lullus zich bezig met de oprichting van de abdij van Hersfeld, die in 775 onder auspiciën van Karel de Grote tot rijksabdij werd verheven.
Hij stierf op 16 oktober 786 in Hersfeld (thans Bad Hersfeld), alwaar hij in de kloosterkerk is bijgezet.

## Nagedachtenis
Lullus heeft zich binnen de kerk zeer verdienstelijk gemaakt door het consolideren van de door Bonifatius ingezette kerstening onder Franken. Dit maakte hem onder zijn opvolgers in de clerus zeer geliefd. Hij werd heilig verklaard op grond van een in de elfde eeuw geschreven heiligenleven (De Vita Lulli). Zijn feestdag is 16 oktober (zijn sterfdag). In Mainz viert men op die dag thans nog het Lullusfest, waarschijnlijk het oudste volksfeest van Duitsland.

## Grafschrift
Lullus' graf is intussen verloren gegaan. In een kopiaalboek uit de vijftiende eeuw, bewaard in Fritzlar, is een grafschrift overleverd dat vermoedelijk authentiek is en misschien door Lullus zelf geschreven is.
| Latijnse tekst                                  |  | vertaling                                                               |
| Lul michi nomen erat, famosa Britannia mater,   |  | Lul was mijn naam, het roemrijke Brittannië mijn moeder,                |
| Quae me Romanos misit adire patres.             |  | Die mij naar de Romeinen [als pelgrim] zond, om de vaderen te bezoeken. |
| Post sibi me iunxit doctor Bonifacius almus,    |  | Daarna heeft de geleerde, goede Bonifatius zich aan mij verbonden.      |
| Imposuitque humeris infula sacra meis.          |  | En lei mij het heilig bisschopsgewaad op de schouders.                  |
| Et dum martirio caelestes scandit ad arces,     |  | En toen hij door martelaarschap opsteeg tot de hemelpoort,              |
| Manensi ecclesiae me iubet esse patrem.         |  | Beval hij me hoofd van de kerk in Mainz te worden.                      |
| Hic mihi sit requies, donec vox alma reclament: |  | Hier zij mij rust, totdat de genadige stemme klinkt:                    |
| »Pulvis, qui dormis, surge iubente deo«.        |  | "Stof, dat daar slaapt, sta op, God roept u!".                          |

- Bibliothèque nationale de France: cb15474251d (data)
- Gemeinsame Normdatei: 118575260
- International Standard Name Identifier: 0000 0003 8269 3404
- Library of Congress Control Number: nr90002395
- Nationale Bibliotheek van Tsjechië: jn19990210394
- Nationale bibliotheek van Australië: 36010560
- Nationale Bibliotheek van Israël: 987007403777505171
- Nederlandse Thesaurus van Auteursnamen: 072446838
- Réseau des bibliothèques de Suisse occidentale: 02-A012331924
- LIBRIS: 296615
- Système universitaire de documentation: 139726365
- Trove: 1184188
- Virtual International Authority File: 266437330
- WorldCat: E39PBJtCBq8vYVcWXKPVBFRqcP